# 耶福列木祝文
耶福列木祝文，全称锡利亚的圣耶福列木祝文。(希臘語:Εὐχἠ τοῦ Ὁσίου Ἐφραίμ)，是東正教於大齋期期間誦讀的一篇祝文。作者相传是圣耶福列木。有古希臘語及教會斯拉夫語兩個版本。中文譯文有1864年固利乙所譯文言文版本的耶福列木祝文。在拜占庭禮傳統中，該祝文可謂是對東正教大齋期精神最簡明精要的概括。因此該祝文在東正教中被認為是齋期祈禱的首選。

## 教會斯拉夫語譯文
以下是最早的一版教会斯拉夫语译文。

## 文本异同
耶福列木祝文的古希腊语与教会斯拉夫语文本之间有几处异同。在“偷安。。。等情”一句之前，希腊语μή μοι δῷς意为勿予我。而斯拉夫译本则是祛除我。(ωтжεни ωт )。此外，希臘語περιέργια意為遊手好閒，而斯拉夫文本則使用了небрежεнїѧ，意為“畏難”、“喪志”，這個詞在希臘語中的對應是ακηδία而不是περιέργια。

## 固利乙漢語文言文譯文
這一譯文是中國基督教內唯一一篇由教會翻譯的譯文。翻譯時間為1864年。由俄羅斯正教會駐北京負責阿爾巴津人牧靈工作的固利乙翻譯。其中拜礼的大拜是指头部着地的跪拜。
天主、吾生命主宰。願不我許陷偷安、畏難、圖權、閒談等情。大拜一次
而以勤正業、謙卑、忍耐、愛慕等德，賜爾卑僕。大拜一次
懇祈慈主啟我靈目。明識己過。毫不判斷人非。因爾滿被極榮，讚揚於世世。阿民。大拜一次

 — 圣耶福列木， 《早晚課》固利乙譯，拜礼参考日本基督正教会教团都主教厅出版的《小祈祷书》
另一篇耶福列木祝文著錄在1985年出版的中文正教會《日誦經文》上。而該冊的著書時間按其序言所示則是民國三十七年，也就是1948年。具體翻譯人員不詳。
主吾生命之主宰，勿许我陷于旷闲，巧诈，圆权，空谈之情。而以义节，谦卑，忍耐，爱慕之德赐于尔仆。主君宰欤，求赐我知识己之罪过，毫不判断人非，因尔是被赞扬于世世，阿民。 
 — 圣耶福列木， 《日誦經文》民國三十七年